# Geogarypus pustulatus
Espèce
Geogarypus pustulatus est une espèce de pseudoscorpions de la famille des Geogarypidae.

## Distribution
Cette espèce se rencontre en Argentine et au Chili.

## Publication originale
- Beier, 1959 : Zur Kenntnis der Pseudoscorpioniden-Fauna des Andengebietes. Beiträge zur Neotropischen Fauna, vol. 1, p. 185-228.